# Fiat 512
Fiat 512 — легковой автомобиль, выпускавшийся компанией Fiat с 1926 по 1928 год.
512 модель была основана на предшествовавшей ей 510 модели, отличаясь от неё новым кузовом.
Всего произведено 2600 автомобилей.